# Seznam indijskih slikarjev
Seznam indijskih slikarjev.

## A
- Amrita Sher-Gil

## B
- Nandalal Bose

## J
- Jatin Das

## M
- M.F. Husain

## T
- Rabindranath Tagore

## R
- Raja Ravi Varma